# Chapters (Yuna)
Chapters è il terzo album in studio internazionale (il sesto in totale) della cantante malese Yuna, pubblicato nel 2016.

## Tracce
Edizione Standard
1. Mannequin – 3:35
2. Lanes – 3:14
3. Crush (featuring Usher) – 4:03
4. Unrequited Love – 4:08
5. Best Love – 4:51
6. Used to Love You (featuring Jhené Aiko) – 3:29
7. Too Close – 4:13
8. Best of Me – 3:53
9. Your Love – 4:38
10. All I Do – 3:36

Edizione Deluxe (Tracce bonus)
1. Places to Go – 3:33
2. Poor Heart – 4:16
3. Time – 3:26